# Station Olpuch Wdzydze
Station Olpuch is een spoorwegstation in de Poolse plaats Szenajda.